# Rabo-branco-acanelado
O rabo-branco-acanelado, rabo-branco-de-sobre-amarelo, limpa-casa, beija-flor-de-rabo-branco, beija-flor rabo-branco-acanelado  ou eremita-do-planalto (Phaethornis pretrei) é uma espécie de ave da família Trochilidae.
Pode ser encontrada nos seguintes países: Argentina, Bolívia, Brasil e Paraguai.
Os seus habitats naturais são: florestas secas tropicais ou subtropicais , florestas subtropicais ou tropicais húmidas de baixa altitude e florestas secundárias altamente degradadas.